# Kim Mi-kyung
Đây là một tên người Triều Tiên, họ là Kim.
Kim Mi-kyung (sinh ngày 14 tháng 10 năm 1963) là một nữ diễn viên người Hàn Quốc. Bà hầu như thủ vai phụ trong các bộ phim truyền hình.
Bà là thành viên của công ty điện ảnh Yeonwoo Mudae từ năm 1985.

## Danh sách phim ảnh

### Phim truyền hình
| Năm  | Tiêu đề                                            | Vai trò                                               | Kênh      |
| ---- | -------------------------------------------------- | ----------------------------------------------------- | --------- |
| 1993 | Love Is Helpless                                   |                                                       | KBS2      |
| 1997 | There Is a Bluebird                                | Cô Baek                                               | KBS2      |
| 1998 | Song of the Wind                                   | Cô Song                                               | SBS       |
| 1999 | KAIST                                              | Chủ ki ốt                                             | SBS       |
| 2002 | Great Ambition                                     | Park Yeo-jin                                          | SBS       |
| 2003 | Tìm Lại Tình Yêu                                   | Giáo viên của Cha Sang-doo                            | KBS2      |
| 2003 | Rosemary                                           | Jo Mi-sook                                            | KBS2      |
| 2004 | Sunlight Pours Down                                | Han Jung-do                                           | SBS       |
| 2005 | Encounter                                          |                                                       | MBC       |
| 2005 | Drama City "Goblins Are Alive"                     | Giáo viên Kang                                        | KBS2      |
| 2005 | Young-jae's Golden Days                            | Sung Mi-kyung                                         | MBC       |
| 2006 | Goodbye Solo                                       | Ahn Hae-young                                         | KBS2      |
| 2006 | Spring Waltz                                       | Kim Bong-hee                                          | KBS2      |
| 2006 | Pure in Heart                                      | Kim Ok-geum                                           | KBS1      |
| 2006 | Someday                                            | Mẹ của Choi Jae-deok                                  | OCN       |
| 2007 | By My Side                                         | Mẹ của Lee Yoon-sub                                   | MBC       |
| 2007 | The Golden Era of Daughters-in-Law                 | Oh Sang-sook                                          | KBS2      |
| 2007 | The Legend                                         | Bason                                                 | MBC       |
| 2007 | In-soon Is Pretty                                  | Oh Myung-sook                                         | KBS2      |
| 2008 | Kokkiri (Elephant)                                 | Mẹ                                                    | MBC       |
| 2008 | Who Are You?                                       | Oh Young-hee                                          | MBC       |
| 2008 | Bitter Sweet Life                                  | Cô Ri                                                 | MBC       |
| 2008 | Women of the Sun                                   | Park Young-sook                                       | KBS2      |
| 2008 | Don't Cry My Love                                  | Han Young-ok                                          | MBC       |
| 2008 | Mrs. Saigon                                        |                                                       | KNN       |
| 2009 | The Slingshot                                      | Thám tử Kim                                           | KBS2      |
| 2009 | Partner                                            | Mẹ của Jung Jae-ho (khách mời, tập 1-3)               | KBS2      |
| 2009 | Tamra, the Island                                  | Choi Jang-nyeo                                        | MBC       |
| 2009 | I'll Give You Everything                           | Choi Yong-shim                                        | KBS2      |
| 2010 | Becoming a Billionaire                             | Mẹ của Park Kang-woo                                  | KBS2      |
| 2010 | Running, Gu                                        | Eun-mi                                                | MBC       |
| 2010 | Sungkyunkwan Scandal                               | Cô Jo                                                 | KBS2      |
| 2010 | Drama Special "A Family's Secret"                  | Go Yang-hee                                           | KBS2      |
| 2010 | Secret Garden                                      | Ajumma chiên cá tại nhà hàng                          | SBS       |
| 2011 | Drama Special "Hair Show"                          | Park Jung-rae                                         | KBS2      |
| 2011 | Baby Faced Beauty                                  | Giám đốc Baek                                         | KBS2      |
| 2011 | My Love By My Side                                 | Choi Eun-hee                                          | SBS       |
| 2011 | Ánh sáng và bóng tối                               | Kim Geum-rye                                          | MBC       |
| 2011 | What's Up?                                         | Chuyên gia Yang Soo-jung                              | MBN       |
| 2012 | Drama Special Series "Just an Ordinary Love Story" | Cô Shin                                               | KBS2      |
| 2012 | Golden Time                                        | Mẹ của Lee Min-woo                                    | MBC       |
| 2012 | Faith                                              | Quý bà Choi                                           | SBS       |
| 2012 | Nhớ em                                             | Song Mi-jung                                          | MBC       |
| 2013 | 7th Grade Civil Servant                            | Oh Mak-nae                                            | MBC       |
| 2013 | The Queen of Office                                | Kim Sook-ja                                           | KBS2      |
| 2013 | The Fugitive of Joseon                             | Seo Jang-geum                                         | KBS2      |
| 2013 | Nữ thần hôn nhân                                   | Mẹ của Kim Hyun-woo                                   | SBS       |
| 2013 | Đôi tai ngoại cảm                                  | Jeon Young-ja/Seon Chae-ok (khách mời, tập 12–14, 16) | SBS       |
| 2013 | Mặt trời của Chủ quân                              | Joo Sung-ran                                          | SBS       |
| 2013 | Người thừa kế                                      | Park Hui-nam                                          | SBS       |
| 2014 | Big Man                                            | Ahn Bong-rim                                          | KBS2      |
| 2014 | Lời nguyện ước                                     | Lee Jung-sook                                         | MBC       |
| 2014 | Chỉ có thể là yêu                                  | Mẹ của Ji Hae-soo                                     | SBS       |
| 2014 | Plus Nine Boys                                     | Gu Bok-ja                                             | tvN       |
| 2014 | Blade Man                                          | Người giúp việc                                       | KBS2      |
| 2014 | Healer                                             | Jo Min-ja                                             | KBS2      |
| 2015 | Super Daddy Yeol                                   | Hwang Ji-woo                                          | tvN       |
| 2015 | Brilliant Seduction                                | Choi Gang-ja                                          | MBC       |
| 2015 | Thiên tài lang băm                                 | Y tá phụ trách phẫu thuật tổng quát                   | SBS       |
| 2016 | Vẫn là Oh Hae Young                                | Hwang Deok-yi                                         | tvN       |
| 2016 | Person Who Gives Happiness                         | Park Bok-ae                                           | MBC       |
| 2016 | The Sound of Your Heart                            | Mẹ của Jo Seok                                        | KBS2      |
| 2017 | Introverted Boss                                   | Mẹ của Ro-woon                                        | tvN       |
| 2017 | Sư Nhâm Đường, Nhật ký Ánh sáng                    |                                                       | SBS       |
| 2017 | Irish Uppercut                                     | Thiên thần của thần chết Kim                          | Naver TV  |
| 2017 | 20th Century Boy and Girl                          | Kim Mi-kyung                                          | MBC       |
| 2017 | Cặp đôi vượt thời gian                             | Go Eun-sook                                           | KBS2      |
| 2018 | Đại quân                                           | Ahn Jook-san                                          | TV Chosun |
| 2018 | Marry Me Now                                       | Jung Jin-hee                                          | KBS2      |
| 2018 | My Strange Hero                                    | Lee Jung-sun                                          | SBS       |
| 2019 | Bí mật nàng fangirl                                | Go Young-sook                                         | tvN       |
| 2019 | Love Affairs in the Afternoon                      | Na Ae-ja                                              | Channel A |
| 2019 | VIP                                                | Kye Mi-ok                                             | SBS       |
| 2020 | Hi Bye, Mama!                                      | Jeon Eun-sook                                         | tvN       |
| 2020 | Điên thì có sao                                    | Kang Soon-deok                                        | tvN       |
| 2020 | Was It Love?                                       | Choi Hyang-ja                                         | JTBC      |
| 2020 | Trở lại tuổi 18                                    | TBA                                                   | JTBC      |
| 2020 | When I Was Most Beautiful                          | Kim Go-woon                                           | MBC       |

### Phim
| Năm  | Tựa phim                       | Vai trò               | Ghi chú           |
| ---- | ------------------------------ | --------------------- | ----------------- |
| 1986 | Lee Jang-ho's Baseball Team    |                       |                   |
| 1993 | Dead End                       |                       |                   |
| 2001 | One Fine Spring Day            | Nhóm giáo viên        |                   |
| 2003 | Acacia                         | Cây mẹ 2              |                   |
| 2004 | Dance with the Wind            | Ajumma bán tteokbokki |                   |
| 2004 | S Diary                        | Mẹ của Yoo-in         |                   |
| 2007 | Secret Sunshine                | Chủ tiệm quần áo      |                   |
| 2007 | Shadows in the Palace          | Quý bà Shim           |                   |
| 2008 | If You Were Me: Anima Vision 2 | Vợ/bà ngoại (thu âm)  | Phân đoạn: "Baby" |
| 2011 | G-Love                         |                       |                   |
| 2011 | Blind                          | Hiệu trưởng           |                   |
| 2011 | Always                         | Chị Joanna            |                   |
| 2011 | 그녀의 13월                    |                       |                   |
| 2015 | C'est Si Bon                   | Mẹ của Oh Geun-tae    |                   |
| 2015 | The Chosen: Forbidden Cave     | Choon-ae              |                   |
| 2019 | Warning: Do Not Play           | Giáo sư khoa Điện ảnh | Khách mời         |
| 2019 | Kim Ji-young: Born 1982        | Mi-sook               |                   |

## Nhạc kịch
| Năm  | Tựa đề                      | Vai trò |
| ---- | --------------------------- | ------- |
|      | A Crying Bird on the Border |         |
| 1985 | Mr. Han's Chronicle         |         |
| 1988 | Even Birds Quit This World  |         |
| 1990 | Teacher Choi                |         |
| 1991 | Dongseung                   |         |

## Giải thưởng và đề cử
| Năm  | Giải thưởng                                          | Thể loại                                     | Đề cử                      | Kết quả   |
| ---- | ---------------------------------------------------- | -------------------------------------------- | -------------------------- | --------- |
| 1990 | Baeksang Arts Awards lần thứ 26                      | Nữ diễn viên mới xuất sắc (điện ảnh)         |                            | Đoạt giải |
| 2013 | Giải thưởng phim truyền hình SBS 2013                | Giải đặc biệt, nữ diễn viên trong Miniseries | Mặt trời của Chủ quân      | Đoạt giải |
| 2017 | Giải thưởng phim truyền hình MBC                     | Giải xuất sắc, nữ diễn viên trong nhạc kịch  | Person Who Gives Happiness | Đoạt giải |
| 2020 | Chunsa Film Art Awards lần thứ 25                    | Giải vai phụ xuất sắc nhất                   | Kim Ji-young: Born 1982    | Đoạt giải |
| 2020 | Baeksang Arts Awards lần thứ 56                      | Giải vai phụ xuất sắc nhất                   | Kim Ji-young: Born 1982    | Đề cử     |
| 2020 | Korean Association of Film Critics Awards lần thứ 40 | Giải vai phụ xuất sắc nhất                   | Kim Ji-young: Born 1982    | Đoạt giải |